# Perversionen der Frau
Unter dem Titel Perversionen der Frau erschien 2003 die Übersetzung des 1988 erschienenen anthropologischen und sexualwissenschaftlichen Sachbuches Mother, Madonna, Whore  der britisch-argentinischen Psychoanalytikerin Estela Welldon. Eine frühere Ausgabe auf Deutsch erschien 1992 unter dem Titel Mutter, Madonna, Hure. Verherrlichung und Erniedrigung der Mutter und der Frau.
Welldon ist Gründerin der Internationalen Vereinigung für Forensische Psychotherapie (IAFP), spezialisiert auf die Behandlung von sexuell auffälligen und straffälligen Menschen und war 1988 eine der ersten, die über weibliche Perversionen forschte, lehrte und publizierte. In ihrem Buch konzipierte sie eine Psychopathologie der Frau, die unter anderem mit Kindesmisshandlung, Inzest, Prostitution oder selbstverletzendem Verhalten einhergehen kann. Diese Phänomene wurden lange Zeit nicht als mögliche Symptome einer Perversion verstanden. Zwar liegt bei Frauen einer Perversion dieselbe Psychodynamik wie bei Männern zugrunde, in Erscheinungsbild (Phänomenologie) und Symptomatik unterscheidet sie sich jedoch erheblich von der männlichen Perversion, wie sie beispielsweise Robert Stoller in seinem Buch Perversion – Die erotische Form von Hass beschrieb.

## Historische Einordnung
Bis in die späten 1980er Jahre war über die Perversion der Frau kaum etwas bekannt. „Erst seit etwa 20 Jahren“, so die Sexualwissenschaftlerin Sophinette Becker im Jahr 2002, sei die weibliche Perversion zu einem Thema in Sexualwissenschaft und Psychoanalyse geworden. „In dieser auffälligen Verspätung“ drücke sich „die lange aufrechterhaltene Überzeugung aus, dass es, von wenigen Ausnahmen abgesehen, Perversionen bei der Frau nicht gebe“.
Unter dem Titel Das weibliche Körperselbst und die Perversion teilte Becker im Jahr 2005 mit, Perversionen bei Frauen seien nicht erkannt worden, „weil sie am falschen Ort gesucht wurden“. Inzwischen sei bekannt, dass die Perversion eben „keine Domäne des Mannes“ sei, sie habe nur „ein anderes Gesicht“. Frauen würden sexualisierte Aggression anders externalisieren als Männer. Und weil dem Körper in der Entwicklung von Frauen eine besondere Bedeutung zukomme, müsse diese Besonderheit bei der Erforschung weiblicher Perversionen Berücksichtigung finden.

## Aufbau des Buches
Das Buch hat sieben Kapitel. Das Vorwort von Sophinette Becker, der ehemaligen Leiterin der Institutsambulanz des inzwischen geschlossenen Frankfurter Instituts für Sexualwissenschaft, greift in drei Abschnitten eine Auswahl der zentralen Thesen auf. In ihrer Danksagung, die Welldon ihren wissenschaftlichen Betrachtungen voran stellt, dankt sie nicht nur Menschen, die sie auf ihrem Weg durch dieses Thema fachlich und persönlich begleiteten, sondern auch ihren Patientinnen, denen sie dieses Buch widmete. Einem Epilog schließen sich eine umfangreiche Bibliographie und ein Stichwortverzeichnis an. Unter den zahlreich von Welldon zitierten Autoren finden sich eine Reihe prominenter Frauen, wie die Feministin Simone de Beauvoir, Marie Bonaparte, Janine Chasseguet-Smirgel und Helene Deutsch, die sich als erste Psychoanalytikerin speziell mit der weiblichen Sexualität befasste. Karen Horney war eine der ersten Frauen, die in Deutschland Medizin studierten. Sie stellte Freuds Lehre vom Penisneid ein Konzept von männlichem Neid auf Schwangerschaft, Geburt und Mutterschaft entgegen. Joyce McDougall schlug in ihrem Buch Plädoyer für eine gewisse Anormalität eine Revision der Freud’schen Auffassung von Perversion vor. Sie alle kommen bei Welldon zu Wort.

## Inhalt
„Die Mütterlichkeit ist das zentrale Thema dieses Buches – die Mütterlichkeit mit all ihrer Macht zum Guten und, zuweilen, zu Perversionen.“ Ausgangspunkt der wissenschaftlichen Betrachtungen von Welldon ist die Macht, mit der Mütter ausgestattet seien und die aufgrund der hohen gesellschaftlichen Erwartungen einerseits und wegen eigener emotionaler Probleme andererseits zu Überforderung und in der Folge zu Missbrauch der mütterlichen Macht führen könne. „Dieses Buch ist eine Studie über das vernachlässigte Gebiet weiblicher Perversionen“, schreibt Welldon, und es beruhe auf zwanzigjähriger „Erfahrung in der klinischen Arbeit mit Frauen“. Theoretisch orientiere sich Welldon an den Konzepten der Objektbeziehungstheorie von Melanie Klein und anderen. Sie verbinde mit der Veröffentlichung ihres Buches die Hoffnung, es könnte als Anregung für diagnostische Erwägungen nützlich sein und dazu beitragen, dass Frauen ihre große Scham überwinden und zu sprechen beginnen, worüber sie lieber schweigen.

### Vorwort
Das Vorwort der Ausgaben unter dem neuen Titel Perversionen der Frau verfasste Sophinette Becker. Sie bringt die zunächst geringe Rezeption von Welldons Buch u. a. mit dem Titel der deutschen Erstausgabe in Verbindung – Mutter, Madonna, Hure. Verherrlichung und Erniedrigung der Mutter und der Frau –, der keinen unmittelbaren Rückschluss auf das Thema Perversion nahelegte und mit der Auflage 2003 geändert wurde. Auf die 1975 von Stoller vorgelegten Erwägungen greife Welldon ebenso zurück wie auf das Bild von der „Plombe“ im seelischen Gleichgewicht, das Fritz Morgenthaler für ein Verständnis der Perversionen 1974 zur Verfügung gestellt hatte. Für Stoller bringe die Perversion des Mannes erotisierten Hass zum Ausdruck und dieses deutende Verständnis teile Welldon für die Psychodynamik der weiblichen Perversion.

„Neu und zentral für Welldons Verständnis der Perversion ist [...] ihr ‚Körper-Kriterium‘, das besagt, daß bei perversen Handlungen der Körper besetzt werden muss und dies bei Frauen etwas anderes als bei Männern bedeutet: Bei Frauen wird der ganze Körper, der Uterus, das Kind als Teil ihres Körpers bzw. der Körper des Kindes fetischisiert.“

### Sexuelle Perversion der Frau
Welldon beginnt ihr erstes Kapitel mit Betrachtungen über die frühe Zeit der Psychoanalyse und deren Verständnis der weiblichen Sexualität. Freud sei, so Welldon, „zwar ein Genie“ gewesen, doch nicht in der Lage, „in die Komplexität der Libidoentwicklung der beiden Geschlechter eine zureichende Einsicht zu geben.“ Die frühen psychoanalytischen Annahmen über die Sexualität des Menschen hätten sich auf den Phallus „als das Geschlechtsorgan schlechthin“ bezogen und auf die „Situation des Kindes in einer Dreiecksbeziehung“. Die Frau war gleichsam als Nicht-Mann konzipiert. Als Freud einräumte, die weibliche Sexualität sei ihm ein „Rätsel“, hätten einige Analytikerinnen durchaus fruchtbare und auch originelle Ideen beigesteuert, jedoch seien sie stets auf „Mißbilligung“ gestoßen. Nicht anders sei es Karen Horney ergangen, die sich gegen die implizite Annahme stellte, eine Hälfte des Menschengeschlechts müsse unzufrieden mit ihrer Geschlechtsrolle sein. Für sie und ihre Kolleginnen war ein Mädchen eben nicht ein Wesen, dem ein Penis fehle. Deshalb hätten sie über vaginale Empfindungen von Mädchen schreiben und bei ihm „von Anfang an ein Gefühl der Weiblichkeit“ anerkennen können. Horney und ihre Kolleginnen hätten ein „alternatives theoretisches Gebäude“ errichtet, bewirken „konnten sie damit jedoch nichts“ – „die Herrschaft des Phallus war uneingeschränkt akzeptiert worden und galt fortan als unbestreitbar und unwiderlegbar“. Der Sozialpsychologe Rolf Pohl sprach davon, dass „die gesamte männliche Sexualität […] gewissermaßen penifiziert und phallokratisiert“ worden sei.
Später wurden die frühen theoretischen Ansätze wieder aufgegriffen, „wobei diese Initiative in erster Linie von der Frauenbewegung und nicht von der psychoanalytischen Welt ausging“. Erst in den 1980er Jahren wurden u. a. von Chasseguet-Smirgel oder McDougall Theorien über weibliche Sexualität und weibliche Perversionen veröffentlicht, die in psychoanalytischen Fachkreisen dann auch ernst genommen wurden. Sie lösten die bis dahin „gängige Ansicht“ ab, bei der Frau könne es keine Perversion geben, weil sie keinen Penis habe.
Als wichtigsten Unterschied zwischen männlicher und weiblicher Perversion benennt Welldon das „Ziel“ des perversen Verhaltens. Beim Mann richte es sich auf ein äußeres Objekt – Partialobjekt genannt –, bei der Frau auf ein inneres, also gegen sich selbst, den eigenen Körper oder „gegen ein Objekt, das sie als von sich selbst erschaffen betrachtet: ihr Kind“.
Unabhängig vom Geschlecht ist Menschen mit einer Perversion gemeinsam die mehr oder weniger bewusste Überzeugung, man habe ihnen „die Freude an der Entwicklung zu einer eigenständigen Persönlichkeit mit einer eigenen Identität verwehrt“. Sie hätten die „Freiheit, sie selbst zu sein, nicht erlebt“. Das Gefühl, nicht erwünscht zu sein, keinen Schutz zu haben und keine Beachtung zu erlangen, habe sich schon früh in ihrem Leben eingestellt und einen großen Hass gegen die Mutter heraufbeschworen.
Mit zunehmendem Verständnis sei den Müttern Schuld zugesprochen worden. Dabei werde jedoch übersehen, dass diese Mütter einst selbst Opfer waren. „Durch ihr Verhalten machen sie andere zu Opfern und erniedrigen sie, genau wie man es früher mit ihnen getan hatte.“
Um die weibliche Perversion zu verstehen, gelte es, sich von einer Reihe von Annahmen frei zu machen, die aufzugeben offenbar schwer falle. Die Gesellschaft verherrliche Mütterlichkeit und noch immer werde die Möglichkeit eines mütterlichen Inzests selten eingestanden, während der väterliche Inzest nicht in Zweifel stehe.
Welldon versteht die weibliche Perversion gleichsam als einen Mehrgenerationenprozeß und hält es für erforderlich, bei der Untersuchung des Phänomens stets drei Generationen im Blick zu haben. In der Regel müssen Frauen, wenn sie Mütter werden, ihr Muttersein bewältigen, ohne hinreichend darauf vorbereitet worden zu sein und oft genug ohne die eigenen Nöte als Kind verarbeitet zu haben. Die Gesellschaft erwarte von der Mutter, so Welldon, „daß sie sich so verhält, als verfüge sie über einen Zauberstab, der sie [...] in die Lage versetzt, mit unfehlbarem Geschick mit den neuen Nöten der Mutterschaft fertig zu werden“. Doch die „Grausamkeit der Verzweiflung, der Mutlosigkeit und der Unzulänglichkeit kann nur allzu leicht in Haß und Rache gegen das neugeborene Kind umschlagen“, so Welldon.
Sie schließt ihr erstes Kapitel mit einem Blick auf Brücken, die erst noch gebaut werden müssen:

„Je mehr Frauen ich zuhöre, wie sie sich mit ihren besonderen Problemen – zumeist aussichtslos – abmühen, desto größer wird meine Überzeugung, daß wir als humane Gesellschaft die tiefe Kluft zwischen dem, was wir bereits über die weibliche Sexualität wissen, und der ganzen Wahrheit über die Frauen und ihre wechselhaften sexuellen Erlebnisse überbrücken müssen.“

### Sexualität und weiblicher Körper
Im Verhältnis der Menschen zu ihren Geschlechtsorganen unterscheiden sich Männer und Frauen fundamental. Die Frau sei, so Welldon, „in einer völlig anderen Situation“ als der Mann, denn sie wisse seit Herausbildung der Geschlechtsidentität, dass ihr Fortpflanzungsorgan beim Geschlechtsverkehr eine Schwangerschaft verursachen könne, die ihren Körper „drastisch, wenn auch nur vorübergehend“ verändern und „ihr ganzes Leben nachhaltig beeinflussen“ würde. Für die Frau habe der Geschlechtsakt eine „andere Dimension“ als für den Mann, und deshalb stehe sie „eindeutiger auf dem Boden des Realitätsprinzips“, während der Mann in diesen Zusammenhängen eher zum Lustprinzip neige.
Weiblichkeit werde gemeinhin bevorzugt mit der Verwendung des Körpers und Männlichkeit eher mit intellektuellen Leistungen assoziiert. Groß sei im Verhältnis zum Intellekt „die bittere Macht, die dem weiblichen Körper und der Feminität zugewiesen“ werde. Der Körper der Frau sei „dafür vorgesehen, einen anderen lebenden Körper in sich zu bergen“, deshalb sei Weiblichkeit nur schwer von der Mutterfunktion zu trennen.
Welldon zitiert Luce Irigaray, die den „Reichtum der weiblichen Sexualität“ mit der Fähigkeit von Frauen in Zusammenhang bringe, „an fast jeder Stelle“ ihres Körpers Lust empfinden zu können, womit „die Landschaft ihrer Lust“ abwechslungsreicher und vielfältiger sei, komplexer und subtiler als es allgemeiner Vorstellung entspreche. Bei perversen Frauen könnten diese „vielfältigen Lustquellen“ dann im Rahmen des sich entwickelnden Krankheitsprozesses zum „Zentrum selbst zugefügter Schmerzen“ werden.
„Durch die Macht der Gebärmutter“ unterscheide sich die Frau vom Mann, so Welldon und ebenso, wie diese Macht im besten Fall „Liebe, Erfüllung und Sicherheit hervorbringen“ könne, sei im schlimmsten Fall auch das Gegenteil möglich.

### Die Macht der Gebärmutter
Die Perversion der Frau könne nur verstanden werden, wenn sie nicht länger als „eine Parallele zur Psychopathologie des Mannes“ betrachtet würde. Die Fähigkeit der Frau, Kinder zu gebären, unterscheide sich „grundlegend von all dem […], was der Mann erlebt“. Jungen würden – so Welldon, sich auf Erikson beziehend – „meistens den äußeren Raum benutzen“, während Mädchen „das Schwergewicht auf den inneren Raum“ legten. Der „innere Raum“, in diesem Fall die Gebärmutter, stelle der Frau ein nur ihr mögliches Erleben zur Verfügung, das als ein Phänomen neben ihrer „biologischen Uhr“ als das zweite bedeutungsvolle Phänomen stehe. Mit der biologischen Uhr spricht Welldon auf Menarche, Menses und Menopause an, deren Erleben ebenfalls exklusiv sind und deren Auswirkungen „ineinander greifen“.
In verschiedenen kritischen Phasen der Entwicklung einer Frau stehe eher der innere Raum im Vordergrund des Erlebens – wie u. a. in der Pubertät – in anderen, wie der Zeit der Menarche, eher die biologische Uhr. Sie zitiert die russisch-britische Psychoanalytikerin Dinora Pines, die auf den Unterschied zwischen dem Wunsch, schwanger zu werden, und dem Wunsch, ein Kind auf die Welt zu bringen und Mutter zu werden, aufmerksam machte. Der Wunsch, schwanger zu werden, rege sich „sehr früh im Leben eines Mädchens“, sei aber nicht identisch mit dem Wunsch, Mutter zu werden.
Der Entwicklung der weiblichen Geschlechtsidentität widmet Welldon besondere Aufmerksamkeit. Ihr Kern werde maßgeblich durch die frühe Beziehung des Säuglings zur Mutter geprägt und durch die Frage, ob diese sein Geschlecht von Geburt an anerkennen konnte oder nicht. Jungen hätten es leichter mit der Lösung aus der Identifikation mit der Mutter als Mädchen, und der oft berufene Penisneid beziehe sich weniger auf das physische Organ, als vielmehr auf die „dominierende Stellung, die der Mann in der Welt“ einnehme. Mit ihrem jugendlichen Sohn würden sich Mütter allzu gern zeigen, während sie sich in Begleitung ihrer möglicherweise gar attraktiven Tochter „herabgesetzt und unbeachtet“ fühlten, insbesondere, wenn sich die Mütter der Menopause nähern. Diese Kränkung lassen sie ihre Töchter spüren, was ggf. über Generationen hinweg im Wege einer sogenannten transgenerationalen Weitergabe tradiert werde, nach Welldons Beobachtungen mitunter über drei Generationen hinweg. Dieses mütterliche Erleben, das an die Töchter, nicht aber an die Söhne weitergegeben wird, nehme Einfluss auf die Frage, was es für eine Frau bedeute, „in ihrem eigenen Körper das andere Geschlecht zu tragen“ und was es demgegenüber bedeute, wenn in diesem inneren Raum eine Rivalin heranwachse.
Von der Menarche bis zur Menopause werde das Leben einer Frau durch die innere Uhr beherrscht, welche die „Hoffnung auf eine Schwangerschaft bzw. die Furcht davor“ auslöse. Deshalb stehe „die Frau fest auf dem Boden des Realitätsprinzips“. Die erste Blutung kündige die Fruchtbarkeit an und danach werde eine Frau hoffend oder bangend alle vier Wochen daran erinnert. Entsprechend werde das Ende der reproduktiven Funktion begrüßt oder aber als schwerer Verlust erlebt.
Mit der Menopause würden sich, so Welldon, die beiden Phänomene des inneren Raums und der biologischen Uhr in besonderer Weise miteinander verknüpfen. Die Menopause sei „eine Belastung, die ausschließlich der Frau eigen ist“. Verliere die Frau mit dem Alter ihre Fortpflanzungsfähigkeit, bleibe „der Mann in seiner eigenen unangetastet“. Das bringe eine gegenüber dem Mann erhöhte narzisstische Verletzlichkeit der Frau mit sich, weil die Zeugungsfähigkeit des Mannes nicht aufhöre. Ein Mann könne, wenn er wolle, in fortgeschrittenem Alter eine neue Familie mit Kindern gründen, eine Frau nicht.
Welldon schließt dieses Kapitel mit einigen Bemerkungen über das oft traumatisch empfundene Erleben anlässlich des Verlustes der Gebärmutter durch eine Hysterektomie, das Männer oft nicht verstehen könnten, weil ihnen dieser so wichtige innere Raum fehle. „Der Gebärmutter beraubt zu werden“, komme dem „Erleiden eines wahrhaften Machtverlustes gleich, wie nur eine Frau dies erleben“ könne.

### Mütterlichkeit als Perversion
Frauen können zahlreiche Formen einer Perversion entwickeln. Eine stehe mit der Mutterschaft in Zusammenhang und mit der Reaktion einer Frau auf das Geschlecht ihres Kindes. Dabei seien drei Generationen involviert. Es gehe zentral um die Frage, ob die Mutter das Geschlecht ihres Kindes anerkennen könne oder nicht.
Welldon beruft sich auf Winnicott, wenn sie die Abhängigkeit der kindlichen Entwicklung von der Fürsorge einer Mutter betont, der es Freude bereite, ihren Kindern „dabei zu helfen, sich zu unabhängigen und selbstsicheren Menschen mit ihren eigenen einzigartigen Eigenschaften zu entwickeln“. Nicht allen Kindern wird eine solche Fürsorge zuteil und manche müssen das Gegenteil erleiden. Die Existenz „perverser Mütterlichkeit“ sei lange nicht anerkannt worden. Welldon wurde darauf aufmerksam durch männliche Patienten, die berichteten, was ihnen in Kindertagen widerfahren war und durch Frauen, die über ihre Beziehung zu ihren Kindern sprachen.
Greenson hatte betont, wie sehr die Sicherheit in der eigenen Geschlechtsidentität in den frühen Identifizierungen des Kindes wurzelt und diese können von der Mutter gefördert oder behindert werden. So müsse die Mutter eines Jungen seine Loslösung von ihr fördern und bereit sein, ihm zu erlauben, sich mit der Vaterfigur zu identifizieren. Leslie Martin Lothstein beispielsweise hatte in einer Studie an 125 Patienten zeigen können, dass Mütter weiblicher wie männlicher transsexueller Personen die geschlechtliche Gleichheit ihrer Töchter im einen Fall, wie die geschlechtliche Verschiedenheit ihrer Söhne im anderen Fall als „Bedrohung ihrer persönlichen Integrität“ erlebt hatten. Margaret Mahler verwies auf die wichtige Rolle, welche dem Vater bei diesen Entwicklungsschritten eines Kindes zukomme, die der Loslösung und Individuation dienen.
Phyllis Greenacre habe in ihrer Arbeit mit sexuell perversen Patienten erfahren, dass es in deren ersten zwei Lebensjahren eine „deutliche Entwicklungsstörung“ gegeben habe und die „Individuation unterminiert“ worden sei. Welldon teilt mit, dass ihren Beobachtungen zufolge „Mütter, die ihren Kindern gegenüber perverse Tendenzen“ zeigen, „dies innerhalb der ersten zwei Lebensjahre ihrer Kinder tun“. Nach Jessica Benjamin ist gerade diese Zeit sehr bedeutsam für die Herausbildung einer sicheren geschlechtlichen Identität, und zwar jenes Anteils, der als „geschlechtliche Kernidentität“ bezeichnet wird.
Für Frauen, die „schmerzhafte und traumatische Erlebnisse gehabt haben“ biete die Mutterfunktion die Möglichkeit, nun eine Situation „vollkommen zu beherrschen“ und damit „einen Nährboden für die Ausbeutung und Mißhandlung ihrer Kinder“: „Auf diese Weise entstehen Mütter verprügelter Kinder, Mütter von Transsexuellen und – vor allem – von männlichen sexuellen Perversen.“ Diese Mütter seien nicht in der Lage, das Geschlecht ihrer Kinder anzuerkennen, weil sie als Baby selbst erleben mussten, „wegen ihrer Weiblichkeit erniedrigt zu werden“. Der Anerkennung des Geschlechts eines Kindes durch seine Mutter komme für die Entwicklung seiner Geschlechtsidentität eine „sehr große Bedeutung“ zu.
Suchen Mütter mit einem als pervers zu bezeichnenden mütterlichen Verhalten um Hilfe nach, würden sie nach Einschätzung Welldons oft nicht richtig diagnostiziert, „weil die Gesellschaft die Mütterlichkeit glorifiziert und es ablehnt, überhaupt in Erwägung zu ziehen, daß sie auch ihre Schattenseiten haben“ könne. „Von Frauen wird vieles erwartet, aber auf keinen Fall, dass sie sich am Körper eines Kindes sexuell befriedigen“, schrieb die Soziologin Barbara Kavemann.
Schließlich erinnert Welldon an literarische Vorlagen über Frauen mit abweichender Mütterlichkeit, wie beispielsweise Iokaste oder Medea. Allerdings habe sich die Literatur mit seltenen Ausnahmen eher mit dem Verstehen der Psychopathologie der Söhne als mit der Pathologie ihrer Mütter befasst.
Perverse Mütterlichkeit müsse als „Produkt einer emotionalen Instabilität und inadäquaten Individuation angesehen werden, die durch einen zumindest drei Generationen umfassenden Prozeß verursacht“ würde, fasst Welldon zusammen. Weder den Müttern noch ihren Kindern helfe es, „wenn wir die Mütterlichkeit so blind glorifizieren und die Augen davor verschließen, daß Mütter sich in manchen Fällen pervers verhalten können“.

### Mütter, die Inzest begehen
Im Vergleich mit inzestuösen Vätern sind Mütter, die Inzest begehen, selten Objekt wissenschaftlicher Forschung und Theorieentwicklung. Dies bringt Welldon zu der Frage, „warum wir den Gefahren des väterlichen Inzests gegenüber so wachsam sind, diejenigen des mütterlichen Inzests hingegen überhaupt nicht wahrnehmen“. Es sei eine „halsstarrige Neigung“, wenn Frauen stets als das „schwache Geschlecht“ betrachtet, „immer als Opfer eines sexuellen Übergriffs und nie als Täterin“ gesehen würden. Diese unterschiedliche Wahrnehmung könnte durch mögliche Einflüsse der Gegenübertragung verursacht sein, über die es in diesen Zusammenhängen „praktisch keine“ Veröffentlichungen gebe. Ramon Ganzarain und Bonnie Buchele hatten im International Journal of Group Psychotherapy darauf aufmerksam gemacht.
Wer ein Kind verführe, sei „häufig früher selbst Opfer einer Verführung gewesen“, schreibt Welldon in dem Bemühen, das Geschehen in seiner prozesshaften Gestalt kenntlich zu machen. Von den beim Inzest beteiligten Abwehrmechanismen hebt sie Spaltung, Projektive Identifikation und Sexualisierung hervor. Enttäuschend fände sie es immer wieder, wenn über inzestuöse Mütter publiziert, aber weder „die perverse psychopathologische Situation der Mutter“ erkannt würde, noch „Überlegungen in dieser Hinsicht“ erfolgten. Selma Kramer beispielsweise habe mütterlichen Inzest definiert, jedoch nach Welldons Einschätzung „in Wirklichkeit eine Spielart weiblicher Perversion“ beschrieben. Auch Kramer habe sich mit der Frage beschäftigt, warum unter den Autoren einschlägiger Veröffentlichungen einerseits eine einhellige Bereitschaft bestehe, väterlichen Inzest anzuerkennen und andererseits zugleich unverkennbar eine Abneigung bestehe, sexuelle Stimulierungen durch die Mutter als Inzest zu bezeichnen.
Mütterlicher Inzest komme oft erst ans Tageslicht, „wenn die Kinder beginnen, offen Gewalt zu zeigen“ und in Beratungsstellen gebracht würden, weil die Eltern es mit der Angst zu tun bekämen. Mütter würden relativ bereitwillig über „inzestuöse Gefühle und Handlungen gegenüber ihren Töchtern“ berichten, während vom Mutter-Sohn-Inzest eher aus der Vergangenheit der Söhne zu erfahren sei. Weil sich die Folgen mütterlichen Inzests je nach Geschlecht des kindlichen Opfers unterscheiden, geht Welldon sowohl auf den Mutter-Tochter-Inzest als auch kurz auf den Mutter-Sohn-Inzest ein.
Als Beispiel für den Mutter-Tochter-Inzest wählte sie die Krankengeschichte einer Patientin, deren Mutter sehr aufdringlich war, sie nie in Ruhe lassen konnte und sie „von sehr klein auf“ manuell befriedigt hatte. Im Rahmen einer Fremdanamnese habe die Mutter die Mitteilungen ihrer Tochter mit der Bemerkung bestätigt, sie habe sie auf diese Weise beruhigen wollen und so sei es „einfacher als mit einem Schnuller“ gegangen. Die Tochter entwickelte sich zu einer Frau, die andere Frauen auf eine sehr zudringliche Weise belästigte und sich dabei vor ihnen entblößte. Für das exhibitionistische Verhalten der Frau betont Welldon den Unterschied zum männlichen Exhibitionismus, der zwar ebenfalls zwanghaft, aber fast ausnahmslos vor fremden Frauen praktiziert würde, während Welldons Patientin ausschließlich ihr bekannte Frauen und zugleich weibliche Autoritäten als Opfer wählte, für die sie starke Zuneigung empfand, ihnen aber „außerordentlich lästig“ fiel.
Eine andere Patientin verarbeitete den Hass ihrer Mutter, der sie einzig deshalb ereilte, weil sie ein Mädchen war, durch ihren späteren Beruf als Prostituierte und damit durch ein Gewerbe, das ihr dazu verhalf, „wegen ihres weiblichen Körpers geschätzt zu werden, während sie sich zuvor um seinetwillen erniedrigt gefühlt hatte“.
Als Beispiel für einen Mutter-Sohn-Inzest wählte Welldon die Geschichte eines Jungen, der vom sechsten Lebensjahr an von der Mutter beim Baden masturbiert wurde und später eine „polymorph-perverse sexuelle Psychopathologie“ entwickelte.

### Die Hure als symbolische Mutter
Es sei „unmöglich, das Phänomen der Prostitution zu verstehen“, wenn das Augenmerk lediglich auf eine der beteiligten Personen gelegt würde. Zu der Frage, warum sich mehr Frauen als Männer prostituieren, hätte der französische Psychoanalytiker Béla Grunberger darauf hingewiesen, dass sich die Frau in sexueller Weise anbiete, um geliebt zu werden, während der Mann liebe, um befriedigt zu werden.
Welldon ist der Überzeugung, dass unbewusst eine frühe Mutter-Sohn-Beziehung reinszeniert würde, wenn sich Männer und Frauen in der Prostitution begegnen, wobei es beiden Beteiligten um den symbolischen Gehalt der Reinlichkeitserziehung gehe.
In der Wahrnehmung nicht weniger Männer seien Frauen entweder „Madonna“ oder „Hure“ und einige von ihnen suchen Prostituierte auf, um mit ihren Frauen „guten Sex“ haben zu können. Ein „tiefsitzender Haß“ auf die Mutter sei meist nicht bewusst und werde ebenso unbewusst bei der Prostituierten gleichsam deponiert. Andere Männer suchen eine Prostituierte auf, um ihre Ehefrauen vor den „phantasierten sadistischen Attacken“ gegen die eigene Mutter zu schützen.
Bei der Prostitution würden beide Seiten eine „Machtstellung“ einnehmen wollen und beide seien überzeugt, auch tatsächlich das Sagen zu haben. Eine „illusorische und auf geheimem Einverständnis gegründete Situation“ werde geschaffen und dabei versucht, die frühe Mutter-Kind-Einheit symbolisch wiederherzustellen: „Ich behaupte, daß die Prostituierte und der Freier in einer von Rache und Erniedrigung bestimmten Handlung gegen die Mutter psychisch wie physisch zu Partnern werden. Diese intime und anonyme Mittäterschaft vermittelt beiden ein gewisses Maß an Befriedigung und Beruhigung.“
Das Selbstwertgefühl wurde in Kindertagen beschädigt. Um es zu regulieren, gehen Prostituierte auf Kundensuche, weil das der Selbstwertregulierung dienen könne. Neben Frauen, die der Prostitution mehr oder weniger regelmäßig nachgehen oder sich damit ihren Lebensunterhalt verdienen, gebe es andere, die sich dem lediglich in Phantasien und Tagträumen hingeben. Davon würden Frauen aus allen Bevölkerungsschichten berichten.
Wenn die Prostituierte mit ihrem Freier zusammen ist, erlebe sie, wie es für eine Perversion typisch sei und von Stoller auch für die männliche Perversion beschrieben wurde, ein „Hochgefühl“. Allerdings würden Niedergeschlagenheit und Verzweiflung nicht lange auf sich warten lassen. Von den beteiligten Abwehrmechanismen werden Verleugnung, Spaltung, Depersonalisation und Derealisation hervorgehoben.
Rache gegen Männer hege eine Prostituierte nicht, „wie im allgemeinen behauptet“ werde, stattdessen empfinde sie Verachtung für sich selbst und für ihr Geschlecht.

### Die Hure als Ersatzmutter
Menschen, die in Kindertagen Opfer inzestuöser Übergriffe wurden, nennt Welldon „Überlebende des Inzests“. Um Missverständnissen vorzubeugen, betont sie mehrfach, aus ihren Mitteilungen sei nicht zu schließen, dass alle Inzestopfer Prostituierte würden, oder umgekehrt alle Prostituierten Inzesterfahrungen hätten. Auch müssten nicht alle Mädchen mit einer Inzestvorgeschichte mit schwerwiegenden Folgeschäden kämpfen. Die meisten aber würden entweder mit einer „Übersteigerung der Libido oder mit der vollständigen Unterdrückung der Sexualität“ reagieren. Dabei seien Promiskuität und sexuelle Kälte als die beiden häufigsten Folgeschäden nicht etwa „entgegengesetzte Erscheinungen“, sondern miteinander verknüpft: meist gehe Promiskuität mit Frigidität und Prostitution mit sexueller Kälte einher.
Der Anteil von Prostituierten mit frühem Inzest in der Vorgeschichte schwanke in verschiedenen wissenschaftlichen Studien zwischen 20 und 70 Prozent. Das weise die Zahlen entweder als „fragwürdig“ aus oder zeige, wie schwierig es sei, sie zu erheben.
Vom Inzest gehe „eine ungeheure Wirkung“ aus, weshalb für helfende Beziehungen die Gegenübertragung – also die eigene innere Antwort der helfenden Person – besondere Aufmerksamkeit erfordere. Auch könne die Bedeutung der Familiendynamik nicht überschätzt werden. In dem Zusammenhang wird über Mütter berichtet, „die Bescheid wußten und gleichzeitig doch nichts wußten“, über Mütter, die ihren Töchtern nicht glaubten oder sie misshandelten, nachdem sie sich anvertraut hatten, und über das Schweigetabu. Oft werde das Geschehen sowohl von den Beteiligten als auch von den Mitwissern teils über lange Jahre beschwiegen. Mit der Verschwiegenheit werde nach dem Zusammenbruch des Inzesttabus an dessen Stelle gleichsam ein neues Tabu errichtet, wie die Ciba Foundation im Rahmen ihrer Forschungen mitteilte. Zur Enthüllung komme es, wenn der Inzest für die Familiendynamik nicht mehr erforderlich sei.
Weil der Inzest im Bemühen zu sehen sei, „die Familie zusammenzuhalten“, stelle sich die Frage, ob es sich bei der Prostitution um einen symbolischen Akt handeln könnte, die Familie oder auch die eigene Persönlichkeit zusammenzuhalten. Anhand zahlreicher Einzelschicksale stellt Welldon den von ihr beobachteten Zusammenhang zwischen dem Erleben der Mädchen in Kindertagen und den Auswirkungen für die erwachsenen Frauen dar, die nicht selten eine teils bizarre Gegensätzlichkeit in den Kompetenzen zu erkennen geben: im Beruf ggf. als Akademikerin erfolgreich, können sich gleichwohl Verzweiflung und Hoffnungslosigkeit breit machen mit der Folge, sich „erbärmlich“ zu fühlen.
„Für gewöhnlich“, schreibt Welldon, würden die von ihr beschriebenen Fälle als neurotische Störungen diagnostiziert. Weil sich diese Frauen aber oft so große physische und psychische Schäden zufügen, ihren Körper geradezu und mitunter bis zur Selbstverstümmelung misshandeln würden, lege sich doch eher eine Perversion als diagnostische Kategorie nahe.
Zum typischen Hintergrund gehöre „eine zurückgezogene und depressive Mutter“ einerseits und „ein unsicherer, fordernder, gewalttätiger und sexuell bedürftiger Vater“ andererseits. In einer solchen familiären Situation laufe die Tochter Gefahr, in die Rolle der Mutter ihrer eigenen Mutter und der Geliebten ihres Vaters zu schlüpfen. Die innere Welt eines solchen Kindes könne nur Chaos offenbaren. Und auf eine solche Weise könne ein Mädchen emotional nicht wachsen, obwohl es sexuell reife.
Wenn die Prostituierte nun ihr Selbstwertgefühl durch Anwerben neuer Kunden zu regulieren versuche, sei dies von vornherein zum Scheitern verurteilt, weil der Beziehungsaufnahme nicht Liebe, sondern Hass zugrunde liege. Der Inzest gebe zunächst viel, nehme „dann aber alles weg, mit einem Mal“. Eine Patientin Welldons drückte es so aus: „Ich hasse Frauen und mißtraue Männern“. Und in der Folge verachten diese Frauen sich und verabscheuen ihren Körper.

### Epilog
Estela Welldon beschließt ihr Buch mit einigen allgemeinen Bemerkungen zum Thema und zu ihren Mitteilungen. Wichtig sei ihr ein Verständnis des Wortes Perversion als eines anerkannten klinischen Begriffs, der darauf verweist, dass die betroffene Person sich „einem zwanghaften Verhalten unterworfen fühlt, bei dem unbewußte Feindseligkeit eine Rolle spielt“. Wiederholend betont sie, nicht jedes Inzestopfer gehe später der Prostitution nach und nicht jede Prostituierte sei Inzestopfer. Auch müsse sich nicht jedes Opfer perverser Handlungen später selbst pervers verhalten. Und bei der perversen Mutter handele es sich selbstverständlich um eine Ausnahme. Doch werde noch immer zu selten an solche Konstellationen gedacht. Welldon hofft, mit ihrem Buch einige Voraussetzungen für treffsichere Diagnostik und für ein Verstehen der Psychodynamik des noch immer in vielen Facetten rätselhaften Phänomens der weiblichen Sexualität einerseits und der weiblichen Perversion andererseits geschaffen zu haben. Ihr letzter Satz: „Unterschätze nie die Macht einer Mutter.“

## Rezension und Rezeption
Monika Gsell, Psychoanalytikerin und Mitarbeiterin im Fachbereich Gender Studies an der Universität Zürich, verfasste eine ausführliche Rezension, die sie mit der Bemerkung einleitete, das Vorwort von Sophinette Becker würde Erwartungen wecken, „die das Buch in keiner Weise einzulösen vermag“. Welldon vermochte sie nicht zu überzeugen.
Für Gsell sei es „rätselhaft“, wie es möglich sei, dass „zwei gescheite und therapeutisch erfahrene Sexualwissenschaftlerinnen“ so „biologistisch“ argumentieren könnten. Zweifel an ihrem eigenen Verständnis trägt sie nicht vor.
Gsell hält es für falsch, dass sowohl Becker als auch Welldon „das Konzept des Phallus“ für ihre Betrachtungen nicht bemühen, das nach ihrem Verständnis „für eine genuin psychoanalytische Begründung von Geschlechterdifferenz unverzichtbar“ sei. In ihrer Kritik wird sie polemisch, wenn sie unterstellt, die Frau solle sich in Welldons Konzept „gefälligst“ auf ihre Körperlichkeit beschränken. Sie wirft Welldon vor, die weibliche Phantasie zu unterschätzen. Sie schließt, man brauche das Buch „nicht zur Hand zu nehmen“, Beckers Vorwort genüge und das sei auch in der Zeitschrift für Sexualforschung nachzulesen.
Zehn Jahre später sah sich die Psychoanalytikerin Sabine Cassel-Bähr im Jahr 2013 noch immer veranlasst, darauf hinzuweisen, wie sehr die „evidenten Unterschiede zwischen männlicher und weiblicher Perversion“ im „psychoanalytischen Diskurs über Jahrzehnte hinweg nur wenig thematisiert“ wurden. Welldons Konzept einer „Perversion der Mütterlichkeit“, in dem die „reproduktiven Funktionen fetischisiert“ würden, blieben zwar „letztlich im Bereich der unterschiedlichen körperlich-biologischen Gegebenheiten der Geschlechter“, wären Cassel-Bähr jedoch Anlass, sie unter Berücksichtigung der „geschlechtsspezifisch unterschiedlichen Ausgestaltung des positiven und negativen Ödipuskomplexes“ neu zu interpretieren. Dafür wählte sie den Titel The First Cut Is the Deepest.

## Buchausgaben
- Estela V. Welldon: Mother, Madonna, Whore. Idealization and Denigration of Motherhood. Free Association Books, London 1988, ISBN 1-85343-039-0 (englisch).
- Estela V. Welldon: Mutter, Madonna, Hure. Verherrlichung und Erniedrigung der Mutter und der Frau. Bonz, Waiblingen 1992, ISBN 3-87089-352-4 (englisch: Mother, madonna, whore. London 1988. Übersetzt von Detlev Rybotycky).
- Estela V. Welldon: Perversionen der Frau. Mit einem Vorwort von Sophinette Becker (= Beiträge zur Sexualforschung. Band 82). Psychosozial-Verlag, Gießen 2003, ISBN 3-89806-164-7 (englisch: Mother, madonna, whore. London 1988. Übersetzt von Detlev Rybotycky, Erstausgabe: Free Association Books).
- Estela V. Welldon: Perversionen der Frau. Mit einem Vorwort von Sophinette Becker (= Beiträge zur Sexualforschung. Band 82). 2. Auflage der Neuauflage 2003. Psychosozial-Verlag, Gießen 2014, ISBN 978-3-8379-2366-7.